# Tuggen

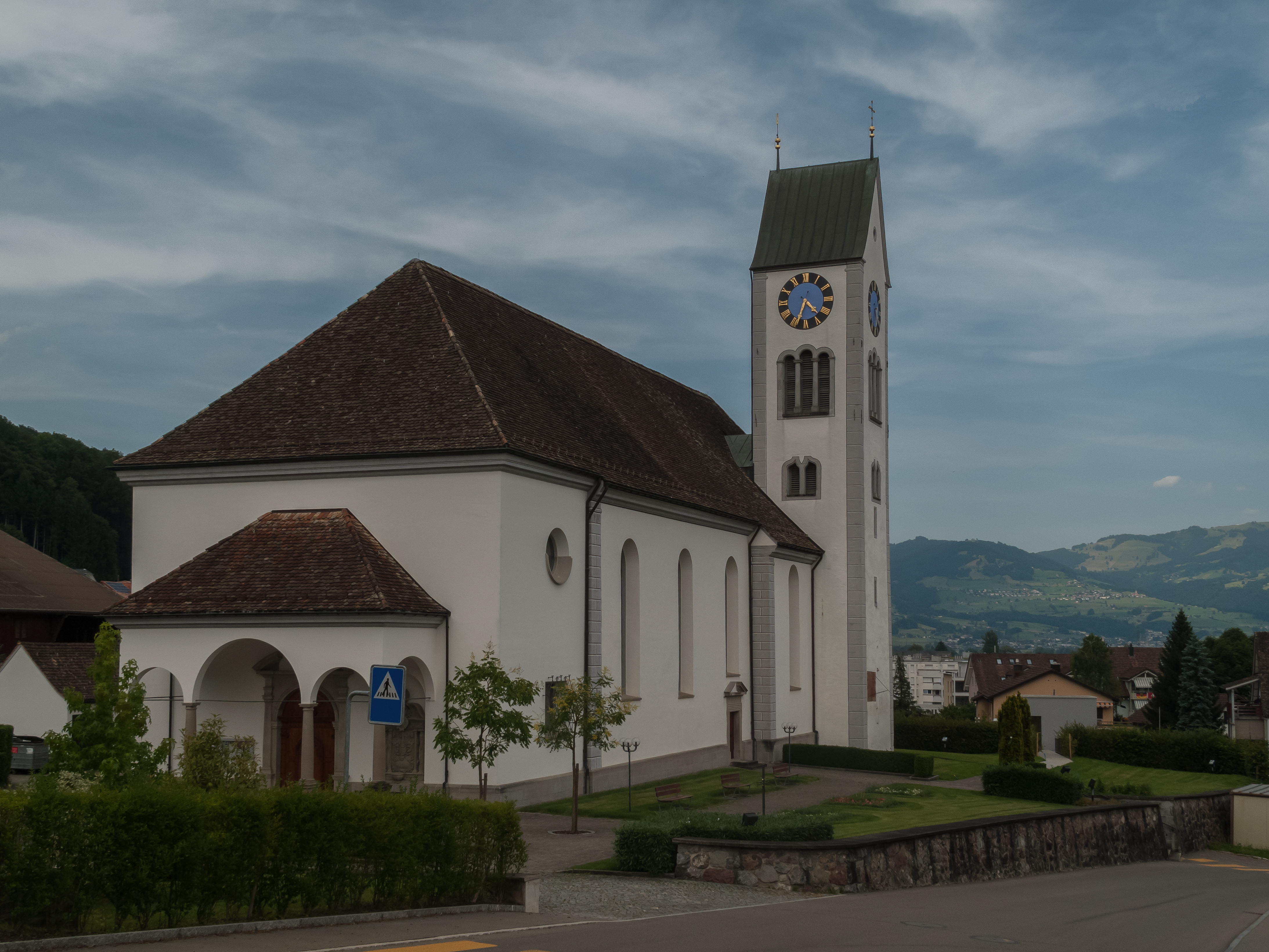
Kerk: Pfarrkirche Sankt Erhard

Tuggen is een gemeente en plaats in het Zwitserse kanton Schwyz, en maakt deel uit van het district March.
Tuggen telt 3.065 inwoners.